# Enter Insect Masterplan
Enter Insect Masterplan - reedycja pierwszego albumu polskiego zespołu muzycznego Myopia. Został wydany z początkiem 2006 roku przez niezależną wytwórnię płytową Selfmadegod Records. Autorem okładki płyty jest były gitarzysta zespołu Kamil Smala.

## Lista utworów
1. Introth - 00:27
2. Planet Groth - 02:58
3. The Colony - 05:30
4. Factor X - 04:41
5. Project Insect - 03:41
6. Clones - 03:01
7. Masterplan - 04:31
8. Planet Earth - 03:28
9. Forgotten Race - 05:31

## Twórcy
- Bogdan Kubica - perkusja
- Robert Kocoń - śpiew, gitara basowa
- Kamil Smala - gitara elektryczna